# Terastia egialealis
Terastia egialealis is een vlinder uit de familie van de grasmotten (Crambidae), uit de onderfamilie van de Spilomelinae. De wetenschappelijke naam van deze soort is voor het eerst voorgesteld als Megaphysa egialealis door Francis Walker in een publicatie uit 1859.

## Verspreiding
De soort komt voor in India, Nepal, Bhutan, China, Thailand, Maleisië (Malakka, Sabah), Singapore, Indonesië (Sumatra, Java, Sulawesi).

## Waardplanten
De rups leeft op Erythrina arborescens, Erythrina suberosa, Erythrina subumbrans en Erythrina variegata (Fabaceae).